# 클레이모어 (만화)
《클레이모어》(CLAYMORE, クレイモア)는 야기 노리히로의 다크 판타지 만화이다.

## 개요
2001년 5월부터 《월간 소년 점프》에 연재를 시작했으며 이후 2007년 6월 《월간 소년 점프》가 발행이 중단되면서 《주간 소년 점프》로 연재 장소를 옮겼다. 2007년 11월 《점프 스퀘어》가 창간되면서 다시 옮겨와 지금까지 연재를 계속하고 있다. 만화 단행본은 2010년 8월 기준으로 18권까지 나와 있으며, 한국어 번역판도 대원씨아이(주)에서 17권까지 내놓고 있다. 작가의 연재 단위는 SCENE(씬)이며, 각 씬의 부제(副題)는 잡지 연재판과 단행본판이 다른 경우가 많다. 일본 현지에서 단행본 판매량은 400만 부를 돌파했다.
판타지물의 성격임을 알 수 있는 소재는 요괴 외에는 특별히 없으며, 판타지 액션이라기보다는 인간 드라마에 가까운 성격을 보여준다.
단행본 14권까지의 내용은 크게 '북쪽의 전란' 이전과 이후 세대로 나뉘며, 두 세대 간에는 7년의 간격이 있다. 또한 정식 에피소드 외에 작가가 주간 소년점프에서 잠시 연재하던 시기에 발표한 4화 분량의 번외편(Extra SCENE)이 있다. 여기에서는 본편에 등장하는 인물들의 뒷이야기를 다루고 있다.
매드하우스에서 만화책 12권까지의 내용을 애니메이션 26편 분량으로 제작했다. 하지만 엔딩은 만화 내용과 완전히 다른 독자적인 엔딩이다. 애니메이션은 다나카 히로유키 감독이 맡았으며 일본 NTV에서 2007년 4월 3일부터 동년 9월 25일까지 방영했다. 애니판 사운드트랙과 캐릭터송은 각각 2007년 7월 25일, 9월 27일 발매되었다.
현재 기준으로 완결이 났다.

## 스토리
배경은 요괴(妖怪)와 인간이 공존하고 있는 세계로 요괴는 인간의 내장을 먹는 상위 포식자들이다. 이에 대항해 한 비밀 조직이 요괴의 피와 살을 인간에게 섞어 요괴보다 강한 힘을 갖는 전사들을 만들어내게 되며, 사람들은 이들을 클레이모어라고 불렀다. 주인공 클레어는 어렸을 적 가족을 요괴에게 모두 잃고 납치되 끌려다니던 중 조직 최강의 클레이모어였던 테레사에게 구원받는다. 그 과정에서 조직의 금기를 깬 테레사는 조직에서 이탈하게 되고. 테레사를 숙청하기 위해 파견된 집행자들 중 한 명인 프리실라는 그녀와의 전투 도중 각성체로 진화해 테레사를 죽이게 된다. 클레어는 프리실라를 자신의 손으로 죽여 테레사의 원수를 갚기 위해 자진하여 비밀 조직에 들어가는데...

## 설정

### 요괴
작품 내에서 인간의 내장을 먹는 상위 포식자로 그려진다. 이들은 자신이 먹은 인간의 형상으로 둔갑하는 것도 가능하다. 일단 위장을 하면 육친이나 지인들도 요괴인지 인간인지를 식별하기 힘들 정도이기 때문에 평범한 인간이 위장한 요괴를 알아보는 것은 거의 불가능하다. 따라서 요괴가 출현한 마을에서는 거금을 들여서라도 클레이모어를 고용하려 한다.
외관상 인간과 같이 머리와 몸통, 사지를 갖고 있으나 입은 크게 찢어져 있고 날카로운 이빨을 갖고 있다. 눈동자는 금색으로 빛나며, 동공은 세로로 갈라져 있다. 기본적으로 두 발로 걸어다니지만 날개로 날아다닐 수 있는 개체들도 있다. 인간보다 훨씬 더 뛰어난 신체적 능력을 보유하고 있으며 사지나 손가락을 늘어나게 하여 공격하는 부류도 존재한다. 생명력이 매우 높으며 머리 일부가 날아가도 수 초 간 의식을 유지하여 말을 할 수도 있다.
주식은 인간의 내장이지만 많은 양을 먹지는 않으며 식사는 1주 ~ 2주에 1회 정도로도 충분하다. 주로 단독으로 행동하나 가끔 무리로 행동을 하기도 한다. 인간의 고기는 즐기나, 요기(妖氣)를 포함한 고기는 싫어하기 때문에 동족이나 클레이모어를 먹는 장면은 나오지 않는다.
요괴가 인간의 내장을 먹는것으로 나오는 이유로 일본인들은 내장 요리를 먹지 않기 때문인 것으로 추정된다. 요즘은 호르몬 요리라고 하여 내장 부분중 일부를 먹는 것이 일부에서 유행 하고 있다. 하지만 이건 일본인들의 정상적인 식습관은 아니다.

### 각성자
반인반요였던 전사가 요력을 거듭하여 쓰거나 스스로 폭주하는 요력을 제어하지 못하여 완전히 요괴가 된 경우이다. 각성하면서 육체는 인간의 모습과는 동떨어진, 기이한 형태로 변한다. 각성 전까지의 기억은 있으나 본능 및 의식은 요괴처럼 바뀌어 전사로서의 자각이나 인간의 이성은 없어진다. 또한 보통의 요괴와는 달리 식욕이 왕성하다.
각성한 뒤 외모는 보통의 요괴와는 달리 개인차가 심하며 외관에 따라 특수한 신체적 기능을 발휘한다. 개인차는 각성 전 전사가 갖고 있던 특성이 많이 반영된다(유연한 전사가 뱀 형태로 각성하는 경우). 회복력의 차이는 있으나, 각성자는 신체 조직이 떨어져 나가더라도 완벽한 재생이 가능하다. 각성자의 힘은 요력을 100 퍼센트 해방한 전사의 힘과 동일하며, 각성 전 전사가 강력할수록 각성자의 힘도 강해진다.
평범한 요괴처럼 인간의 몸을 빌려 살 수는 없지만,(정확히는 요괴가 인간의 몸을 빌리는 것이 아니고 잡아먹은 인간의 기억과 모습을 훔치는 것이다. 그렇기에 요괴가 인간들 사이로 숨어들면 인간들은 요괴를 구분 할 수 없게 되고 클레이모어들만이 이런 요괴들을 구분 할 수 있다. 그렇기에 인간중에도 요괴를 퇴치할 실력이 되지만 요괴 퇴치를 못하는 이유가 된다.) 반인반요가 되기 전 평범한 인간이었던 시절의 모습으로 돌아오는 것은 가능하다(이 경우 머리칼과 눈동자의 색도 인간의 것으로 되돌아온다). 평상시 각성자가 아닌 인간 모습으로 돌아다니는 경우도 종종 있으며, 요력을 지나치게 소비하여 각성자 모습으로 있을 수 없을 경우도 인간 형태로 복귀한다. 일부 각성자는 인간의 모습을 유지한 채 몸 일부만 각성자 형태로 바꿀 수 있다. 반인반요들처럼, 노화는 하지 않는다.
각성자는 통상의 요괴와는 차원이 다르게 강력하기 때문에 사냥에는 보통 클레이모어 4, 5명으로 이루어진 토벌대가 편성된다. 토벌대에는 한 자리 수 넘버가 대장으로 꼭 들어간다(한 자리 수 멤버가 둘 이상일 경우, 넘버가 작은 쪽이 대장을 맡는다). 나머지 멤버들은 10 ~ 20번대가 주류를 차지하며 30번 이하가 각성자를 사냥하는 경우는 거의 없다.
북쪽의 전란 사건으로 각성자들이 집단 행동을 하기 시작했으며, 당해 사건 이후 '조직'은 각성자에 대한 경계를 더욱 강화했고, 각성자의 정보를 입수할 경우 의뢰 없이도 적극적으로 토벌하게 된다. 조직 외 인간들은 각성자를 '오래 살아 식욕이 늘어나고 힘이 세진 요괴(이상 식욕자)'로 알고 있다. 이는 조직이 각성자의 비밀을 외부에 누설하지 않기 위해 만들어 낸 개념이다.

#### 심연의 강자
각성자 중에도 한층 더 강력한 존재들을 심연의 강자라고 부른다. 과거 조직에서 길러 낸 반인반요 전사들 중 넘버 1에 해당되는 남자 전사 1명, 여자 전사 2명이 각성했는데, 이들은 대놓고 활동을 하지 않기 때문에 '심연의 강자'라는 이름을 얻게 되었다. 심연의 강자는 서쪽의 리플, 남쪽의 루시엘라, 북쪽의(또는 백은의 왕) 이슬레이이다.
후반부에는 이 셋에 해당하는 정도의 강대한 힘을 가진 각성자도 묶어서 사용하는 표현이 된다.

#### 반각성
요력을 한계 이상으로 해방시킨 전사가 어떠한 이유로 완전히 각성하지 않고 원래 모습으로 되돌아가는 상태를 말한다.
반각성 상태에 이른 전사는 이전에는 요력을 어디까지 해방할지를 명확히 느낄 수 있었던 것과는 반대로 어디까지 해방시켜야 하는지에 대한 한계점을 애매하게 느끼게 된다. 한계가 애매해진 탓에 다시 한계를 넘겨서 요력을 해방해도 다시 원래대로 돌아가는 일도 있다. 또한 신체를 크게 변형시키거나 빠른 재생 능력 등 한계 근처까지 요력을 해방해야 가능한 것도 요력 해방 없이 자연스럽게 쓸 수 있다. 기본 전투 능력도 향상되어 반각성을 경험한 전사는 한 자리 수 넘버의 전투 능력에 필적하는 힘을 얻게 된다.

### 클레이모어
요괴를 물리칠 목적으로 '조직'이 만들어 낸 반인반요(半人半妖)의 전사. 요괴의 피와 살을 몸 속에 섞어 보통 인간보다 월등한 운동 능력을 얻게 되며, 요괴가 발하는 요기(妖氣)를 감지할 수 있어 인간으로 둔갑한 요괴를 찾아내어 죽일 수 있다. 은빛의 눈동자를 지니고 있으며 사람들에게는 '은빛 눈동자의 마녀' 또는 '은빛 눈동자의 참살자'로 불리나 이는 이들이 지닌 힘 뿐 아니라 혐오와 공포의 감정을 수반한 별칭이다. 인간이 요괴를 상대할 수 있는 무기로 만들어진 존재이지만 정작 인간들에게는 공포의 대상으로 취급된다. 이들이 자신들의 조직을 부르는 특별한 명칭은 없으며, 클레이모어도 사람들이 붙인 이름으로, 이들이 대검(클레이모어)을 차고 다니기 때문에 붙여진 것이다.
기본적으로 클레이모어도 요괴의 속성이 섞여 있기 때문에 동료끼리 요기를 느껴 서로의 존재를 확인할 수 있다. 상처를 입어도 빠르게 회복되며 어느 정도의 상처는 흔적을 남기지 않고 회복한다. 요괴와 같이 적은 양만 먹고도 생존이 가능하며 극한의 환경에서도 체온을 조절하여 버틸 수 있으며, 노쇠하지 않고 젊은 육체를 유지할 수 있다.
- 외모

클레이모어는 요괴의 피와 살을 몸 속에 이식받았기 때문에 그 부작용으로 눈동자가 은빛이며, 색소가 빠져 흰 피부와 백발에 가까운 머리칼 색을 보인다. 요괴처럼 귀가 날카롭게 바뀐 부류도 있다. 키는 170 센티미터를 넘는 장신이 많으며, 체격은 가녀리나 신체 능력은 매우 뛰어나다. 예외적으로 요괴의 영향을 덜 받아서 머리칼과 피부 색소가 덜 빠진 경우도 있는데 이 경우 전투 능력이 떨어지며 다른 반인반요 전사들로부터 '물이 덜 빠졌다'라고 불리며 전사로서의 취급을 받지 못한다.
- 의상

맨살 위에 목에서 다리까지 하나로 붙은 언더셔츠를 입는다. 목 둘레, 어깨, 허리 둘레, 손목, 다리 등에는 보호용 갑옷을 착용하며, 허리까지 닿는 흰 망토를 찬다. 등 뒤 갑옷에는 대검을 탈착할 수 있는 장치가 있어 전투 외 이동시에는 여기에 칼을 넣고 다니며, 등에 지고 다니는 것처럼 보이게 된다. 전사들마다 기본적인 외관은 비슷하지만 세세한 갑옷의 형태는 차이가 있다. 특수한 전투 능력을 지닌 전사의 경우 전투에 최적화된 변종 갑옷을 입고 있는 경우도 있다.
- 생산 과정

보통 클레이모어가 되는 대상은 요괴에게 가족을 잃어 홀로 남겨진 소녀가 대부분이다. '조직'이 이들을 거두어 반 강제적으로 요괴의 피와 살을 이식하여 전사로 키우게 되며, 스스로 원해서 전사가 되는 경우는 거의 없다. 그러나 각성자들이 준동하기 시작하자 여기에 대항할 병기를 만들기 위해, 부모가 살아 있는 쌍둥이 자매를 억지로 데려가려 하기도 하여 사람들의 비난을 받게 된다. 보통 소녀들은 요괴의 혈육이 신체에 융화되는 과정에서 격심한 고통을 겪는다. 반인반요가 되면 요괴 사냥에 필요한 전투 기술과 지식을 습득하며 최종 시험을 거쳐 전사 자격을 얻는다. 최종 시험은 집단전 형식으로 치러지나, 진짜 요괴를 투입하기 때문에 희생당하는 훈련생들도 나온다.
- 속성

클레이모어는 크게 방어형과 공격형으로 나뉜다. 방어형은 회복력이 높고 사지가 잘려 나가도 빠르게 재생이 가능하다. 반면 공격형이 방어형에 비해 어떠한 비교 우위를 지니고 있는지는 작품 내에서 명확하게 드러나지 않는다. 두 형태는 소녀가 요괴를 몸에 받아들일 때 '요괴에게 향한 복수심'과 '살고 싶다'는 감정 둘 중 어느 것을 지니느냐에 따라 판가름나며, 한 번 고정된 형태는 바꿀 수 없다.

#### 능력
- 요력 해방

클레이모어는 요력을 일정량 해방시켜 원래 갖고 있던 신체적 능력을 향상시킬 수 있다. 요력을 많이 해방할수록 더욱 강한 힘을 발휘할 수 있다. 주로 강한 적과 싸울 때나 상처를 회복할 때 사용한다. 다만 요력을 발산할수록 클레이모어의 육체는 점점 요괴화(化)되며 결국 완전한 요괴로 변하게 된다(이를 작품 내에서는 '각성했다'라고 부른다). 요력 해방시 성적인 쾌감과 비슷한 감각이 밀려오므로 과거 남자를 이용하여 클레이모어를 만들었으나 모두 빠르게 각성해 버려 여성으로 클레이모어의 대상을 바꾸게 되었다.
- 특수 능력

기본적인 기술 외에 자신만의 특수한 전투 기술을 갖고 있는 경우가 많다. 다만 이 기술은 개인차에 의존하는 것이기 때문에 다른 전사에게 계승되는 경우는 별로 없다. 일부 기술은 요력을 일정량 해방해야 사용할 수 있다.

#### 장비 및 소지품
- 대검(클레이모어)

전사들이 장비하는 대검. 이들을 부르는 명칭의 유래이다. 길이는 170 센티미터에 중량 8 킬로그램의 대형 검으로(참고로 관우의 청룡언월도의 무게는 18 킬로그램이다.) 요괴의 육체를 절단하기 위한 무기이다. 매우 튼튼한 재질로 만들어져 있기 때문에 격렬한 전투에서도 부러지지 않으며 녹이 슬지 않는다. 전사들마다 검신 하단부에 서로 다른 각인을 부여받으며 이는 전사들을 식별하는 수단도 된다. 휴식 때 땅에 찌른 뒤 기대어 쉴 수 있는 도구로 사용되며, 주인이 죽었을 때 묘비 대용으로 사용된다.
후반부에 밀리아에 의해 클레이모어 작품 속의 전투 배경이 되는 땅 이외의 땅이 언급되며 그 곳에서 반입된 광물로 제작되었다는 것이 밝혀진다.
- 흑의 서

전사들은 자신의 대검 속에 검은 종이를 넣고 다니는데 여기에는 칼에 새겨진 표식과 같은 문양이 그려져 있다. 요괴로 각성할 것이 얼마 남지 않은 전사가 원하는 상대에게 건네어 자신을 베어 줄 것을 요청할 때 사용한다.
- 요기를 억제하는 약

요기를 억제하는 효력을 가진 알약으로 복용시 반나절동안 요기를 억누를 수 있으며, 눈동자의 색도 보통 사람처럼 회복되어 일반인처럼 행세할 수 있게 된다. 다만 요기를 감지하는 능력도 잠시 사라지게 된다.

#### 조직 및 제도
- 넘버(Number)

작품 내 무대가 되는 대륙은 47개의 지역으로 나누어지는데, 클레이모어는 각 지역에 1명씩 배치되어 1번부터 47번까지 넘버를 부여받는다. 이 넘버는 클레이모어의 전투 능력 수준과 대체로 일치하는 방향으로 붙게 되며, 넘버가 작아질수록 강한 존재임을 뜻한다. 넘버를 기준으로 대륙 전체에 전력을 고르게 배치하게 된다. 전투능력과 넘버가 정확히 맞아 떨어지는 것은 아니지만, 대체로 일치하기 때문에 클레이모어들은 자신에게 부여된 넘버를 프라이드로 여기는 경우가 많다. 이런 연유로 넘버가 작은 전사는 넘버가 큰 클레이모어를 업신여기거나, 이름이 아닌 넘버로 부르기도 한다. 그러나 이것은 거짓일뿐 만화책에서는 이 대륙 말고도 다른 거대한 대륙이 있다고 한다. 루브르가 밀리아에게 밀리아가 클레어에게 이 사실을 알려주었다.
- 식별표

모든 전사들은 자신을 가리키는 표를 받는다. 표의 의미는 불명이며 조직 내에서 서로를 구별하기 위한 용도로 사용된다. 훈련생에게는 부여되지 않으며 최종 시험을 통과한 뒤 전사의 자격을 나타내는 의미로 받게 된다.
- 행동 규칙

행동 제한 없이 임무를 달성하기 위해서 자유롭게 움직일 수 있지만, '어떤 이유가 있더라도' 사람을 죽여서는 안된다. 이는 반인반요의 클레이모어가 인간의 편임을 증명하는 가장 중요한 규칙으로 이를 위반한 전사는 동료들에 의해 처형된다. 사람을 죽이는 사유로 상대가 악당이거나 스스로를 방어하기 위해서라도 예외는 없다. 보통 조직 연락원이 감시를 하고 있기 때문에 들키지 않는 경우는 드물다. 임무를 수행하지 않거나 조직을 배반할 경우도 숙청 대상이 되나, 특수한 경우 사면받을 때가 있다.
- 조직

반인반요의 전사를 만들어 대륙 전체에 파견하고 있다. 간부들은 검은 복장을 하고 있으며 임무 종료 후 대금 수령 및 전사들에게의 지령 전달, 담당 전사 감시 등의 임무를 맡는다. 막대한 돈을 받고 요괴 사냥 의뢰를 받으며, 공짜로 요괴를 퇴치하는 일은 없다. 의뢰에 실패했을 경우 돈을 요구하지 않는다. 반면 의뢰에 성공했는데 대금 지불을 거부한 마을에 대해서는 차후 요괴의 습격을 받아서 도움을 요청하더라도 절대 도와주지 않는다. 위치는 스타프. 조직의 수장은 리무트이다.

### 지리
- 라보나

성도(聖都)로 불리는 거대 종교 도시로, 돌벽으로 둘려 있으며 각지에서 많은 사람들이 방문하여 붐비는 곳이다. 마을 중심에는 대성당이 있으며 삼엄한 경비가 이루어진다. 클레어와 라키가 처음으로 방문했을 당시는, 몇 년 동안 불경스러운 것들 일체를 도시 내로 못 들어오게 하고 있었으며 요괴의 피가 절반이 섞인 클레이모어들도 출입이 금지되어 있었다. 클레어가 요괴를 잡은 뒤 클레이모어에 대한 적대감이 많이 해소되었으며, 자력방어의 필요성을 느낀 결과 대(對) 요괴용 부대가 편성되어, 7년 뒤 각성자가 나타났음에도 조직적으로 대항하는 모습을 보여준다.
- 스타프

'조직'의 본거지가 있으며 대륙 극동부에 위치하고 있다. 요괴나 짐승이 배회하는 황야 한 가운데에 존재한다. 본거지는 바위산을 뽑아 만든 것처럼 생긴 석조 건물이다. 고아 소녀들은 이 곳에서 반인반요의 전사가 된다.
- 피에타

대륙 북쪽 땅 알폰스 최남단에 있는 마을로 이름은 '자비'를 뜻한다. 험한 산이 주위를 둘러싸고 있으므로 남쪽으로 이동하려면 이 마을을 통과해야 하며, 따라서 '시작의 마을'로 불렸다. 북쪽 땅은 언제나 '일손이 부족하다'라고 하여 대륙의 고아 중 소녀는 동쪽 땅으로, 소년은 북쪽 땅으로 보내진다는 이야기가 있다(소녀의 경우 '조직'에 공급되기 위해서이다). 북의 전란 사건 이후 알폰스는 사람이 살지 않는 땅이 되었으며 피에타 주민들도 전란 직전 남쪽으로 피신했기 때문에, 전란 후 '최후의 마을'로 불리게 된다.

### 기타
- 테레사와 클레어

작품 내 세계에 등장하는, '자애로운 쌍둥이 여신'의 조각상. 두 여신이 반대쪽을 향해 등을 맞대고 서 있는 형상이며, 마을 광장에 세워져 있기도 하다. 여신의 이름을 따서 아이에게 이름을 붙이는 부모들도 있기 때문에 일반 민중들에게 사랑받는 존재로 추측이 가능하다.
- 추방자

요괴라는 의심을 받고 살고 있던 곳에서 내쫓긴 사람들이다. 보통 클레이모어가 요괴를 죽이더라도, 희생자의 가족들은 공포에 질린 마을 사람들에 의해 추방된다. 그 예가 라키이다.

### 등장인물
- 클레어

이 만화의 주인공. no.47. 테레사의 피와 살, 일레네의 오른팔, 오필리아의 사념을 이어받은전사. 오직 프리실라에게 복수하겠다는 마음뿐이다. 겉은 차갑지만 마음은 정말 따뜻하다. 북의 전란 생존자 중의 한명이다.
- 라키

클레어가 자신이 요마를 처리하러간 마을에서 거둬준 소년. 자신을 거둬준 클레어를 아주 소중하게 생각하고 나중에는 자신이 반드시 클레어를 지켜주겠다고 다짐한다.
- 테레사

역대 최강의 no.1 이라고 불리고 있는 전사다. 클레어를 요마로부터 구해주고 클레어를 거두어 준 사람. 클레어를 위해 조직을 배반하고 토벌대와 싸우다 각성화되는 프리실라에 의해 사망한다.
- 프리실라

테레사 시대의 (차기)no.2. 어렸을 때 부모를 요마에게 잃고(사실은 프리실라가 요마 먹음) 요마에대한 원한이 아주깊은전사. 어리지만 뛰어난 능력과 잠재력을 가지고 있었으나 경험부족으로인해 한계를 뛰어넘다 테레사를 죽이게되고 자신은 각성자가된다.
- 일레네

테레사 시대의 no.2. 테레사 토벌대의 한 사람. 토벌대의 각성한 프리실라에게 한쪽 팔을 잃고 조직을 떠나 산 속에 칩거하여 살다가 오필리아에게 당하고있는 클레어를 구해줬다. 그 후 고속검을 사용할 수 있는 자신의 오른팔을 클레어에게 내어준다. 기술은 고속검이라는 보이지 않을 정도로 빠른 검이 있다.
- 노엘

테레사 시대의 no.5. 질풍의 노엘이라 불리며 아주 빠른 몸눌림을 보인다. 테레사 토벌대의 한명이나 각성한 프리실라에 의해 죽는다.
- 소피아

테레사 시대의 no.4. 괴력의 소피아라 불리며 아주 강한 괴력을 가지고있다. 테레사 토벌대의 한명이나 각성한 프리실라에 의해 죽는다.
- 알리시아

클레어 시대의 no.1으로, 흑의 알리시아라고 불리며, 베스와 정신 공유를 해 각성체로 변할 수 있다는 능력을 가지고 있다.
- 베스

클레어 시대의 no.2으로, 흑의 베스라고 불리며, 알리시아의 정신을 맡고 있어 알리시아가 각성체로 변할 수 있게 도와준다.
- 밀리아

no.6. 클레어와 파블로산 각성자 토벌대의 대장. 리더로서의 자질이 뛰어나며 순간적으로 스피드가 상승하는 환영이라는 기술을 사용한다. 과거에 각성한 자신의 친구를 죽이는 아픈과거를 가지고 있다. 북의 전란 생존자 중의 한명이다.
- 진

no.9. 클레어가 리플의성에서 각성한 진을 원래대로 돌려놓은후 진은 클레어에게 은혜를 갚기위해 클레어를 따라갔으나 북의 전란때 각성한 클레어를 원래대로 돌려놓고 죽는다. 기술은 돌아가는 드릴 같은 팔이다. 어떤 단단한 물체도 뚫을 수 있다.
- 헬렌

no.22. 파블로산 각성자 토벌에 참가했던 일원이다. 밀리아에게 반각성 전사들의 이야기를 들은후 의문을 품게된다. 기술은 늘어나는 팔을 사용한다. 북의 전란 생존자 중의 한명이다.
- 드네브

no.15. 파블로산 각성자 토벌에 참가했던 일원이다. 밀리아에게 반각성 전사들의 이야기를 들은후 의문을 품게된다. 기술은 엄청난 재생능력이다. 북의 전란 생존자 중의 한명이다.
- 이슬레이

남성 클레이모어 시대 no.1. 심연의 강자 중 한명으로 북쪽의 또는 백은의 왕 이슬레이라고 불린다. 북의 전란을 주도했으며 애니에서는 프리실라를 데리고 사라지나 만화에서는 심연 식인에 의해 죽는다.
- 리가르도

남성 클레이모어 시대 no.2. 이슬레이의 부하이며 은빛눈의 사자왕 리가르도라고 불린다. 아주 빠른 스피드를 사용하며 각성한 클레어에 의해 죽는다.
- 리플

초대전사 no.1. 심연의 강자 중 한명으로 서쪽의 리플이라고 불린며 가장어린나이에 no.1에 올랐다. 애니에서는 사라지지만 만화에서는 프리실라에 의해 죽는다.
- 더프

남성 클레이 모어 시대 no.3. 리플의 부하이며 아주단단한 피부와 가시를 쏘아낸다. 애니에서는 리플과 사라지지만 만화에서는 프리실라에 의해 죽는다.
- 라파엘라

루시엘라 시대에는 No.2, 클레어 시대에는 no.5. 요기를 억제하는 기술이 뛰어나다. 심연의 3인 중 남쪽에 있는 루시엘라와는 친자매 사이이다. 루시엘라와 같이 죽으며 융합한다.
- 루시엘라

전 no.1, 남쪽의 루시엘라라고 불리고 있다. 라파엘라와는 친자매 사이이다. 이슬레이와의 싸움 후 약해져있을 때 라파엘라에 의해 죽는다.
- 갈라테아

no.3. 신안의 갈라테아라고 불리며 요기감지능력이 매우 뛰어나다. 클레어가 더프와 싸울때 도움을 준다. 나중에 성도 라보나의 수녀가된다.
- 오필리아

no.4. 세파의 오필리아라고 불리며 물결같이 흔들리는 세파라는 검술을 사용한다. 클레어를 죽이려고하다 일레네의 팔을 받은 클레어에 의해 죽는다.
- 운디네

no.11. 이도류의 운디네라고 불리며 두자루의 검을 사용하는 자칭 최고의 파워라고 한다. 북의 전란때 리가르도에 의해 죽는다.
- 플로라

no.8. 풍참의 플로라라고 불리며 검속이 아주빠른 풍참을 사용한다. 북의 전란때 리가르도에 의해 죽는다.
- 루브르

조직원으로 클레어, 라파엘라를 관리한다. 의뢰내용을 전달하고 처리비용을 회수한다. 가끔 클레어에게 도움이되는 조언을 해준다.
- 오르셰

조직원으로 테레사를 관리한다. 의뢰내용을 전달하고 처리비용을 회수한다.
- 에르미타

조직원으로 갈라테아를 관리한다. 의뢰내용을 전달하고 처리비용을 회수한다.
- 리무트

조직의 수장. 자세한것은 베일에 가려져있다.
- 다에

조직의 연구자. 다양한 실험을 토대로 과거에 죽은 no.1인 우아한 히스테리아, 애증의 록산느, 먼지먹는 카산드라를 부활시킨다.애니에서는 등장하지 않는다.
- 신시아

no.14. 북의 전란 생존자 중의 한명이다. 특기는 요력동조이다.
- 타바사

no.31. 북의 전란 생존자 중의 한명이다. 특기는 광범위 요기탐지이다.
- 유마

no.40. 북의 전란 생존자 중의 한명이다. 특기는 검을 던지는 것이다.
- 오드리

no.3. 클라리스 시대의 전사이다. 특기는 유검(流劍)이다.
- 미아타

no.4. 클라리스 시대의 전사이다. 특기는 육감(六感)이 뛰어나다. 정신이 불안정하다.
- 레이첼

no.5. 클라리스 시대의 전사이다. 특기는 강검(剛劍)이다.
- 르네

no.6. 클라리스 시대의 전사이다. 특기는 갈라테아같은 요기감지능력이 뛰어나다.
- 아나스타샤

no.7. 클라리스 시대의 전사이다. 특기는 머리카락을 이용하여 공중에 떠다닌다.
- 디트리히

no.8. 클라리스 시대의 전사이다. 특기는 천상참(天上斬)이다.
- 니나

no.9. 클라리스 시대의 전사이다. 특기는 그림자쫓기이다.
- 라프테라

no.10. 클라리스 시대의 전사이다. 특기는 요력동조로인한 감각지배이다. 대전사용 전사이다.
- 클라리스

no.47. 클라리스는 미아타와함께 갈라테아를 숙청하라는 조직의 명을받지만 따르지 않고 클레어 일행에 합류하게 된다.

## 단행본 목록
단행본 제목은 한국어판 기준임. ISBN의 경우 89로 시작하는건 한국어판 97로 시작하는건 일본어판 번호이다. 
1. 은빛 눈의 전사 ISBN 89-252-0142-9
2. 성지의 요괴 ISBN 89-252-0143-7
3. 미소의 테레사 ISBN 89-252-0144-5
4. 죽은자의 각인 ISBN 89-252-0145-3
5. 싸우는 자들 ISBN 89-252-0146-1
6. 끝없는 묘비 ISBN 89-252-0147-X
7. 싸울 자격 ISBN 89-252-0240-9
8. 마녀의 턱 ISBN 89-252-0416-9
9. 심연의 연옥 ISBN 89-252-0499-1
10. 북쪽의 전란 ISBN 89-252-0588-2
11. 낙원의 혈족 ISBN 978-89-252-0936-4
12. 영혼과 함께 ISBN 978-89-252-2819-8
13. 항거하는 자들 ISBN 978-89-252-2079-6
14. 어린 흉검 ISBN 978-89-252-3059-7
15. 싸움의 이력
16. 대지의 귀곡
17. 기억의 조아
18. 로트레크의 잿더미
19. 환영을 가슴에 품고
20. 마조의 잔재
21. 마녀의 시체

## 애니메이션 관련정보
2007년 4월 3일부터 동년 9월 25일까지 방영했다. 피에타의 전투 이전까지는 원작을 충실하게 따랐으나, 이후 급격하게 전개 속도를 올린 뒤 26화 분량으로 종료했다. 피에타 이후 전개는 원작과 다소 다르다.

### 부제
1. 대검 클레이모어(大剣―クレイモア―)
2. 검은 편지(黒の書)
3. 성지의 어둠(まほろばの闇)
4. 클레어의 각성(クレアの覚醒)
5. 미소의 테레사(微笑のテレサ)
6. 테레사와 클레어(テレサとクレア)
7. 사자의 낙인(死者の烙印)
8. 각성(覚醒)
9. 베는 자들 I(斬り裂く者たち I)
10. 베는 자들 II(斬り裂く者たち II)
11. 베는 자들 III(斬り裂く者たち III)
12. 끝없는 묘비 I(果て無き墓標 I)
13. 끝없는 묘비 II(果て無き墓標 II)
14. 싸울 자격(闘う資格)
15. 마녀의 턱 I(魔女の顎門 I)
16. 마녀의 턱 II(魔女の顎門 II)
17. 마녀의 턱 III(魔女の顎門 III)
18. 북쪽의 전란 I(北の戦乱 I)
19. 북쪽의 전란 II(北の戦乱 II)
20. 북쪽의 전란 III(北の戦乱 III)
21. 피에타 침공 I(ピエタ侵攻 I)
22. 피에타 침공 II(ピエタ侵攻 II)
23. 임계점 I(臨界点 I)
24. 임계점 II(臨界点 II)
25. 누구를 위하여(誰が為に)
26. 이어받은 자에게(受け継ぐ者へ)

### 주제가
- 여는 노래: 레종 데 트르(レゾンデートル)

작사, 작곡: 사키토(咲人)
편곡, 노래: 나이트메어(ナイトメア)
- 닫는 노래: 단죄의 꽃 〜Guilty Sky〜(断罪の花 〜Guilty Sky〜)

작사: 고사카 리유
작곡: LOVE+HATE
편곡: 나루세 슈헤이, LOVE+HATE, 나카가와 고타로
노래: 고사카 리유(BeForU)

## 은(銀)의 단장(断章)
클레이모어의 특별 집결판. 연재잡지를 옮기면서 2007년 8월부터 3개월 연속으로 3권이 간행되었다. SCENE 1 '은빛 눈의 참살자'와, SCENE 12 '미소의 테레사 I' ~ SCENE 67 '영혼과 함께 III'까지 수록되어 있다. 이외에 책 앞쪽에는 포스터, 권말에는 자료집 및 4컷 만화가 실려 있다.

### 토요록(討妖録)
권말에 수록되어 있는 클레이모어 세계의 자료집. '조직'의 내부 정보라는 형식을 빌려, 클레이모어 전사 및 요마, 각성자에 대한 자료를 싣고 있다

### CLARESAN
역시 권말에 첨부된 4컷 만화. '黒輪 비비코' 작품.

#### 만화 관련
- (일본어) 《CLAYMORE》공식사이트
- (일본어) 월간 소년점프 공식사이트
- (일본어) S-MANGA 클레이모어 사이트
- (일본어) 점프스퀘어 공식사이트

#### 애니메이션
- (일본어) 클레이모어 NTV 공식 홈페이지
- (일본어) VAP 공식사이트 보관됨 2008-12-09 - 웨이백 머신
- (일본어) avex movie 공식사이트
- (일본어) 매드하우스 공식사이트